# Мышечная гипотония
Мышечная гипотония (мышечный гипотонус) — состояние пониженного мышечного тонуса (степени напряжения мышцы или её сопротивления движению), часто в сочетании со снижением мышечной силы (парезом). Гипотония — неспецифическое мышечное расстройство, которое может являться проявлением множества различных заболеваний, поражающих мотонейроны, контролируемые центральной нервной системой. Распознать гипотонию, даже в раннем младенчестве, обычно несложно; более сложно, зачастую невозможно, выявить причину данного состояния. Долгосрочные эффекты гипотонии в развитии ребёнка и дальнейшей жизни зависят в первую очередь от тяжести мышечной слабости и от природы заболевания. Некоторые расстройства подлежат специфической терапии, однако ведущим методом лечения большинства гипотоний идиопатической и неврологической природы является физиотерапия и/или трудотерапия.
Считается, что гипотония ассоциирована с нарушением афферентной импульсации от рецепторов растяжения и/или потерей растормаживающего эфферентного влияния мозжечка на фузимоторную систему (систему, иннервирующую интрафузальные мышечные волокна и контролирующую таким образом мышечную чувствительность на растяжение). При осмотре выявляется снижение мышечного сопротивления пассивным движениям; пальпаторно можно отметить необычную мягкость мышц. Также могут выявляться сниженные сухожильные рефлексы.

## Этиология
В числе причин гипотонии:

### Врождённые заболевания
Врождённые заболевания, в том числе проявляющиеся в течение 6 месяцев от рождения:
- Генетические заболевания являются наиболее частой причиной:
  - Синдром Дауна — наиболее часто
  - Синдром делеции 22q13
  - Дефицит 3-метилкротонил-КоА карбоксилазы[2]
  - Ахондроплазия
  - Синдром Айкарди
  - Болезнь Кэнэвэн
  - Центронуклеарная миопатия (включая миотубулярную миопатию)
  - Болезнь центрального стержня
  - Болезнь Дежерина — Сотта
  - Семейная дизавтономия (синдром Райли — Дея)
  - Синдром Опица — Каведжия (синдром FG)
  - Синдром Мартина — Белл
  - Синдром Робинова
  - Синдром Грисцелли 1 типа
  - Гипофизарный нанизм
  - Болезнь Краббе
  - Синдром Лея
  - Синдром Марфана
  - Болезнь Менкеса
  - Метилмалоновая ацидемия
  - Миотоническая дистрофия
  - Болезнь Ниманна — Пика
  - Некетотическая гиперглицинемия
  - Синдром Прадера — Вилли
  - Синдром Ретта
  - Септооптическая дисплазия (синдром де Морсиера)
  - Спинальная мышечная атрофия
  - Болезнь Тея — Сакса
  - Синдром Патау
  - Синдром Вильямса

- Отклонения, обусловленные пороками развития
  - Мозжечковая атаксия (врождённая)
  - Дисфункция сенсорной интеграции
  - Диспраксия
  - Гипотиреоз (врождённыйl)
  - Гипотонический церебральный паралич
  - Тератогенез, обусловленный внутриутробной интоксиакацией бензодиазепинами.

### Приобретённые заболевания
Заболевания, дебютирующие в течение жизни:
- Генетические
  - Мышечная дистрофия (включая миотоническую дистрофию) — наиболее часто
  - Метахроматическая лейкодистрофия
  - Синдром Ретта
  - Спинальная мышечная атрофия

- Инфекционные
  - Энцефалит
  - Синдром Гийена — Барре
  - Ботулизм детского возраста
  - Менингит
  - Полиомиелит
  - Сепсис

- Токсические
  - Отравления ртутью у детей

- Аутоиммунные
  - Миастения — наиболее часто
  - Патологические реакции на вакцинацию
  - Целиакия[3]

- Метаболические
  - Гипервитаминоз
  - Ядерная желтуха
  - Рахит

- Неврологические
  - Черепно-мозговая травма, например, синдром детского сотрясения
  - Поражение нижних мотонейронов
  - Поражение верхних мотонейронов

- Разное
  - Дисфункция ЦНС, включая поражение мозжечка и детский церебральный паралич
  - Гипотиреоз
  - Синдром Сандифера

## Топическая диагностика
Мышечная гипотония может возникать при поражении периферического нерва, периферического мотонейрона в области передних рогов спинного мозга, а также мозжечка. Поражение червя мозжечка ведёт обычно к диффузной гипотонии мышц, тогда как при поражении полушария мозжечка снижение мышечного тонуса отмечается на стороне патологического очага.

## Симптомы
Существуют разнообразные объективные симптомы гипотонии. Часто выявляется задержка формирования двигательных навыков, в сочетании с гипермобильностью и повышенной гибкостью суставов, слюнотечение и проблемы с речью, бедные рефлексы, снижение мышечной силы, снижение устойчивости к активности, рассеянность внимания и т. д. Выраженность объективных симптомов зависит от возраста пациента, тяжести гипотонии, локализации поражённых мышц, иногда — причины гипотонии. Например, некоторые пациенты с гипотонией могут жаловаться на запор, а у других проблемы с толстым кишечником отсутствуют.

## Диагностика
При гипотонии зачастую ставится диагноз мышечной дистрофии или ДЦП, в зависимости от симптомов и врача. Если предполагается, что причина гипотонии лежит в ЦНС, ставится диагноз ДЦП. Если больше похоже, что поражены мышцы, это может расцениваться как мышечная дистрофия, даже несмотря на том, что большинство форм гипотонии не сопровождаются серьёзной дистрофией. Если предполагается поражение нервов, суждение о диагнозе может склониться в любую, или ни в какую, сторону. В любом случае, гипотония редко является проявлением мышечной дистрофии или церебрального паралича, и в связи с этим часто вообще никак не классифицируется.Оригинальный текст (англ.)A diagnosis of hypotonia is sometimes considered a form of muscular dystrophy or cerebral palsy, depending on the symptoms and the doctor. If the cause of the hypotonia is thought to lie in the brain, then it might be classified as a cerebral palsy. If the cause seems to be in the muscles, it might be classified as a muscular dystrophy, even though most forms of hypotonia are not seriously dystrophic. If the cause is thought to be in the nerves, it could be classified as either or neither. In any case, hypotonia is rarely an actual muscular dystrophy or cerebral palsy, and is often not classified as either one, or anything at all for that matter.
Диагностика включает сбор семейного анамнеза, физикальное обследование, могут потребоваться дополнительные исследования, включая компьютерную и магнитно-резонансную томографию, электроэнцефалографию, анализы крови, генетическое тестирование (хросомосное кариотипирование и т. д.), исследование ликвора, электромиографию, биопсию мышцы или нерва.